# Cheshmeh-ye Shirin Shah Ahmad
Cheshmeh-ye Shirin Shah Ahmad (em persa: چشمه شيرين شاه احمد, também romanizada como Cheshmeh-ye Shīrīn Shāh Aḩmad; também conhecida como Cheshmeh-ye Shīrīn) é uma aldeia do distrito rural de Abanar, no condado de Abdanan, da província de Ilam, Irã.
No censo de 2006, sua população era de 33 habitantes, em 4 famílias.